# Armand De Baer
Armand Albert Georges Julien De Baer (Baslow, Derbyshire, 27 januari 1917 - Antwerpen, 25 december 1989) was een Belgisch senator.

## Levensloop
Van beroep brouwer, werd De Baer in 1965 voor de PVV provinciaal senator voor de provincie Oost-Vlaanderen. Hij bleef in de Senaat zetelen tot in 1974. In de periode december 1971-maart 1974 had hij als gevolg van het toen bestaande dubbelmandaat ook zitting in de Cultuurraad voor de Nederlandse Cultuurgemeenschap, die op 7 december 1971 werd geïnstalleerd en de verre voorloper is van het Vlaams Parlement.